# Андялоші Олександр Іванович

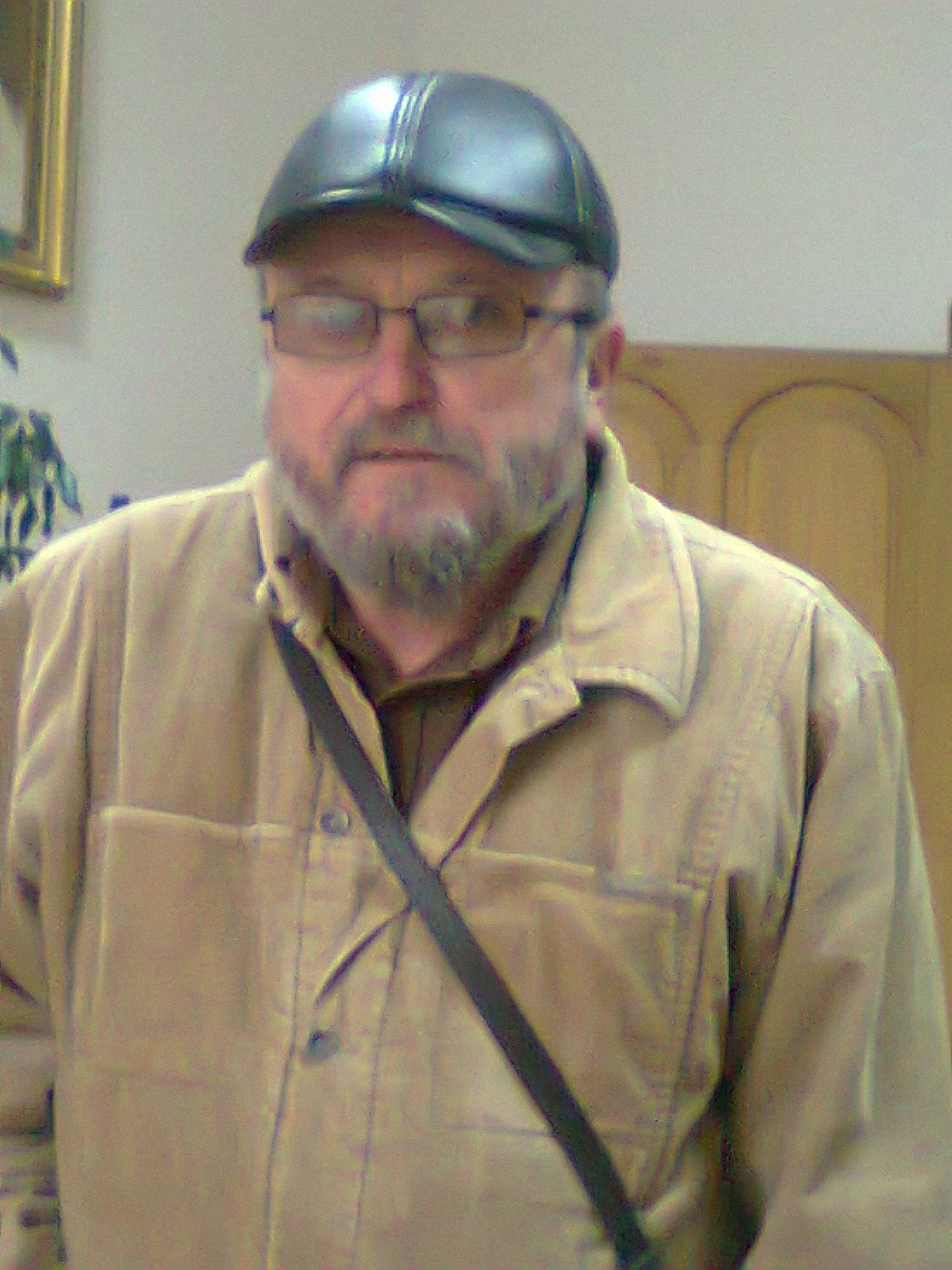
Андялошій Олександр Іванович — заслужений архітектор України, член Національної спілки архітекторів України

Андялошій Олександр Іванович  — заслужений архітектор України, член Національної спілки архітекторів України, народився 23 квітня 1951 року в селищі Вилок Виноградівського району Закарпатської області.

## Освіта
- 1968 рік — закінчив угорську мовну середню школу.
- 1969–1974 роки — студент Львівського сільськогосподарського інституту, архітектурний факультет, за спеціальністю «Архітектура»[1]. .

## Кар'єра
- 1974–2004 роки — старший архітектор технічного бюро відділу архітектури та містобудування міського виконавчого комітету Мукачівської ради народних депутатів.
- 1980–1985, 1989–2004 роки — головний архітектор міста Мукачева[2].
- 2004–2008 роки — головний архітектор ТОВ «Карат-буд».
- 3 березня 2008 року — за результатами конкурсу призначений на посаду начальника управління регіонального розвитку, містобудування та архітектури Закарпатської обласної державної адміністрації — головного архітектора Закарпатської області.
- викладач кафедри дизайну Закарпатського художнього інституту[3].

## Громадська діяльність
- 1984 рік — член Національної спілки архітекторів України.
- член фольклорного ансамблю «Руснаки» м. Мукачева.

## Творчий доробок
Співавтор робіт:
- 1995 рік — Мігай Мункач.
- 1998 рік — Герб міста Мукачевого. Спільно з В.Цигак Затверджений мукачівською міською радою 13 серпня 1998 року.
- 2000 рік — Кирил та Мефодій.
- 2008 рік — Птах Турул.
- 2009 рік — Скульптура "Іван Фірцак — Кротон, найсильніша людина ХХ століття".
- 10 серпня 2010 року — виставка Олександра Андялоші та колишнього головного архітектора Тернополя та області Станіслава Калашника[4].
- Учасник міських, обласних, республіканських, міжнародних виставок образотворчого мистецтва (живопис, графіка).

Персональні виставки з графіки та живопису:
- м. Матесалка (Угорщина);
- м. Мукачево.
- Учасник міжнародних пленерів.

## Нагороди і відзнаки
- 22 червня 2007 рік — присвоєно почесне звання «Заслужений архітектор України»[5].
- Почесна грамота Мукачівського міськвиконкому.
- Нагрудний знак Закарпатської обласної державної адміністрації і обласної ради "За розвиток регіону".
- 28 грудня 2009 — присвоєно премію Закарпатської обласної державної адміністрації у галузі літератури і мистецтва за 2009 рік у жанрі «монументальне мистецтво» за скульптуру «Іван Фірцак — Кротон, найсильніша людина ХХ ст.».